# Lincoln (condado de Eau Claire, Wisconsin)
Lincoln es un pueblo ubicado en el condado de Eau Claire en el estado estadounidense de Wisconsin. En el Censo de 2010 tenía una población de 1096 habitantes y una densidad poblacional de 7,27 personas por km².

## Geografía
Lincoln se encuentra ubicado en las coordenadas 44°44′10″N 91°15′45″O / 44.73611, -91.26250. Según la Oficina del Censo de los Estados Unidos, Lincoln tiene una superficie total de 150.76 km², de la cual 149.85 km² corresponden a tierra firme y (0.61%) 0.92 km² es agua.

## Demografía
Según el censo de 2010, había 1096 personas residiendo en Lincoln. La densidad de población era de 7,27 hab./km². De los 1096 habitantes, Lincoln estaba compuesto por el 97.9% blancos, el 0.55% eran afroamericanos, el 0.18% eran amerindios, el 0.36% eran asiáticos, el 0% eran isleños del Pacífico, el 0.73% eran de otras razas y el 0.27% pertenecían a dos o más razas. Del total de la población el 1% eran hispanos o latinos de cualquier raza.